# Retegno
Retegno is een plaats (frazione) in de Italiaanse gemeente Fombio.